# Avensan
Avensan är en kommun i departementet Gironde i regionen Nouvelle-Aquitaine i sydvästra Frankrike. Kommunen ligger i kantonen Castelnau-de-Médoc som tillhör arrondissementet Lesparre-Médoc. År 2022 hade Avensan 3 108 invånare.

## Befolkningsutveckling
Antalet invånare i kommunen Avensan
Referens:INSEE